# Johann Karl Leopold von Larisch
Johann Karl Leopold von Larisch (* 23. Januar 1734 in Dzielna, Kreis Lublinitz; † 16. Mai 1811 in Charlottenburg) war ein preußischer Offizier, zuletzt Generalleutnant sowie Chef des Infanterieregiments Nr. 26. Er ist Namensgeber für die Larisch-Stickerei.

## Leben
Johann Karl Leopold war der Sohn von Johann Adam von Larisch (* 1690; † 13. März 1783 in Breslau) und dessen Ehefrau Anna Helene, geborene von Schneckenhaus (* 1712; † 25. Oktober 1776). Sein Vater war Herr auf Dzielna und Marschkommissar des Kreises Lublinitz.
Larisch war zunächst in das Infanterieregiments „von Anhalt-Dessau“ Nr. 3 eingetreten und hatte den Siebenjährigen Krieg und den Bayerischen Erbfolgekrieg mitgemacht. 1789 erhielt er den Pour le Mérite. Er wurde zum Kommandeur des Infanterieregiments „von Braunschweig“ Nr. 21, mit dem er am Ersten Koalitionskrieg 1792/94 teilnahm. Ab 29. Dezember 1794 war er Chef des Infanterieregiments „von Wildau“ Nr. 14 am 5. Januar 1795 wurde er Generalmajor und am 4. Juni Chef des nach der Kapitulation Blüchers bei Ratekau aufgelösten Infanterieregiments Nr. 26, womit Larisch der letzte Chef des Regiments wurde. Am 22. Mai 1801 erfolgte seine Beförderung zum Generalleutnant. Am 6. August 1803 erhielt er den Großen Roten Adlerorden. 1805 befehligte er die Reserve der Niedersächsischen Armee. 1806 kam er zur Preußischen Armee in Hannover. Nach der preußischen Niederlage in der Schlacht bei Jena und Auerstedt übernahm er das Kommando über das Korps Rüchel, da der General in der Schlacht verwundet worden war. Das Korps kam auf dem Rückzug vom Weg ab und ging nach Erfurt. Bei der Kapitulation der Festung am 16. Oktober 1806 kam er in französische Gefangenschaft. Er kehrte am 20. August 1807 zurück nach Preußen, erhielt aber aufgrund seines hohen Alters kein weiteres Kommando mehr.
Larisch heiratete 1768 Juliane Magdalene, verwitwete von Bosse, geborene von Richard. Die Ehe blieb kinderlos.